# (454419) Hansklausreif
(454419) Hansklausreif est un astéroïde de la ceinture principale.

## Description
(454419) Hansklausreif est un astéroïde de la ceinture principale. Il fut découvert le 21 mai 2010 aux États-Unis par le programme WISE. Il présente une orbite caractérisée par un demi-grand axe de 2,52 UA, une excentricité de 0,07 et une inclinaison de 11,7° par rapport à l'écliptique.